# Stadionul Arcul de Triumf
Das Stadionul Arcul de Triumf (voller Name: Stadionul Naţional „Arcul de Triumf“, deutsch „Triumphbogenstadion“) ist ein Rugby- und Fußballstadion im Stadtbezirk Sektor 1 der rumänischen Hauptstadt Bukarest. Benannt ist es nach dem Bukarester Triumphbogen (rumänisch Arcul de Triumf), der wenige hundert Meter vom Stadion entfernt liegt. Es ist Eigentum der Agenția Națională pentru Sport und das Nationalstadion der rumänischen Rugby-Union-Nationalmannschaft.

## Geschichte
Der Neubau wurde auf dem Grund des alten Stadionul Arcul de Triumf errichtet. Der Bau startete 1913 und wurde 1914 unter dem Namen „Stadionul Tineretului“ (deutsch Stadion der Jugend) fertiggestellt. Die erste Rugbyspiel fand am 9. März 1914 zwischen dem Sporting Club und dem Tenis Club (10:3) statt. 2007 erhielt es von der FRF den heutigen Namen. Gleichzeitig wurde die Renovierung der fast 100 Jahre alten Sportstätte beschlossen.
Im November 2018 begannen die Umbauarbeiten und dauerten zwei Jahre bis November 2020. Die vom Architekturbüro Dico si Tiganas aus Cluj-Napoca, hauptsächlich für den Rugbysport, konzipierte Sportanlage verfügt über 8100 überdachte Sitzplätze und erfüllt die UEFA-Stadionkategorie 4. Die Kosten beliefen sich auf 144.990.730 Leu (rund 29,15 Mio. Euro). Finanziert wurde es durch die Compania Națională de Investiții (CNI), die dem Ministerul Dezvoltării, Lucrărilor Publice și Administrației, deutsch Ministerium für Entwicklung, öffentliche Arbeiten und Verwaltung (MDLPA), untersteht. Die komplette Spielfeldgröße beträgt maximal 120 × 80 m. Das Spielfeldgrün besteht aus einem Hybridrasen (eine Mischung aus Natur- und Kunstrasen), der mit einer Rasenheizung und einem Drainagesystem ausgestattet ist. Im Inneren stehen Umkleidekabinen, Räume für Trainer und Schiedsrichter, ein Medien- und Journalistenbereich, Flash-Interviewzonen, ein Pressekonferenzraum, sportmedizinische Einrichtungen für die Sportler, ein Spabereich, Erste-Hilfe-Punkte für Zuschauer an den vier Tribünen, Anti-Doping-Kontrollräume und Verwaltungsbüros.
Die Eröffnung und die erste Begegnung im Neubau fand am 3. Juli 2021 statt. Vor 4000 Zuschauern traf die rumänische Rugby-Union-Nationalmannschaft bei den Mid-year Internationals 2021 auf die Auswahl von Argentinien und unterlag mit 17:24. Am 5. Juni 2022 war das Stadion Schauplatz des Endspiels um den rumänischen Frauenfußballpokal 2021/22. Es standen sich der ACS Heniu Prundu Bârgăului und der FCU Olimpia Cluj (2:6) gegenüber.
Das Stadionul Arcul de Triumf war als eines von vier Stadien der U-19-Fußball-Europameisterschaft 2021 im Sommer des Jahres vorgesehen. Aufgrund der Auswirkungen der COVID-19-Pandemie wurde das Turnier im Februar 2023 abgesagt. Die UEFA vergab das Turnier 2025 an Rumänien.
Der Fußballverein Dinamo Bukarest nutzt das Stadionul Arcul de Triumf seit 2022 für seine Heimspiele. Die eigentliche Heimspielstätte, das Dinamo-Stadion, entspricht nicht mehr den Anforderungen der Liga 1 und soll durch einen Neubau ersetzt werden.

## Fußball-Länderspiele
Frauen
- 08. Apr. 2022, Gruppe G:  Rumänien –  Schweiz 1:1 (Qualifikation zur Fußball-WM der Frauen 2023)[10]
- 26. Sep. 2023, Gruppe B2:  Rumänien –  Finnland 0:1 (UEFA Women’s Nations League 2023/24)[11]
- 27. Okt. 2023, Gruppe B2:  Rumänien –  Slowakei 0:0 (UEFA Women’s Nations League 2023/24)[12]

U-21-Männer
- 25. Mär. 2022:  Rumänien –  Finnland 2:1 (Freundschaftsspiel)[13]